# Anoplodactylus bahamensis
Anoplodactylus bahamensis är en havsspindelart som beskrevs av Child, C.A. 1977. Anoplodactylus bahamensis ingår i släktet Anoplodactylus och familjen Phoxichilidiidae. Inga underarter finns listade i Catalogue of Life.